# Газания
Газа́ния (лат. Gazania) — род многолетних травянистых растений родом из Южной Африки, входящих в семейство Астровые, или Сложноцветные (Asteraceae ). Виды отличаются крупными ромашковидными соцветиями ярких желтых и оранжевых тонов. Цветение продолжается длительный период в течение лета, благодаря чему газания повсеместно используется в качестве засухоустойчивой декоративноцветущей культуры.

## Названия
По наиболее распространенной версии, родовое название газания дано в честь греческого ученого Феодора Газиса или Газы (греч. Θεώδορος Γαζής, 1398—1478), известного переводами с греческого на латынь трудов одного из основателей ботаники и географии растений Теофраста. Так как ботанические названия, образованные от имен собственных, произносятся так же как в языке-оригинале, правильным вариантом является именно «газания», но не «гацания», как зачастую встречается в русскоязычной литературе и интернет-источниках.
Альтернативным вариантом происхождения наименования считается образование его от лат. gaza, означающего «сокровище» и относящегося к привлекательным соцветиям. В подтверждение данной версии приводится распространенное бытовое название газании в английском языке — «цветок-сокровище» или «драгоценный цветок» (англ. treasure flower). Следует упомянуть, что на латыни буква «Z» также передает звук «З», но не «Ц».
В русском языке используется латинское название рода, общеупотребимых локальных синонимов не имеется.

## Биологическое описание
Многолетние травянистые растения с одревесневающей корневой шейкой, реже однолетние или карликовые кустарнички с одревесневающими побегами. Габитус стелющийся или прямостоячий.
Соцветия — корзинки, собранные в сложный комплекс в виде щитка. Расположены одиночно на концах главного стебля и боковых побегов. Краевые язычковые цветки («лепестки») расположены однорядно, пестичные, лишены тычинок. Окраска природных видов в основном желтых и оранжевых тонов, реже красная и белая, однотонная, со штрихами или тёмным пятном у основания.
Чашелистики конической формы, переходящие в чашевидную форму у основания, иногда ближе к обратноконической форме. Расположены в 2-3 ряда.
Листья розеточные, скученные или очередные, верхняя поверхность с легким опушением или гладкая, нижняя — с выраженным войлочным опушением. Форма от линейной до обратноланцетовидной или обратноконической. Листовая пластинка цельная или пальчато-лопастная.

## Распространение и экология
Природный ареал представителей рода охватывает территорию Южно-Африканской Республики, Намибии, один из видов обнаружен также в Анголе, другой — в Мозамбике.

## Применение
Различные виды и сорта газании широко выращиваются в качестве декоративного растения благодаря яркой окраске крупных цветков, появляющихся с начала лета и до поздней осени. Культура предпочитает солнечное расположение, устойчива к засушливым условиям и бедным почвам.
Селекционерами получено множество гибридов, различающихся окраской лепестков и характером роста. В умеренном климате они чаще всего выращиваются в качестве однолетников, так как не переносят отрицательных температур. Среди наиболее популярных выделяют группу почвопокровных плетистых газаний с длинными побегами, формирующими кустики до 80-90 см в диаметре при высоте около 20 см. Эти сорта, характеризующиеся высокой скоростью роста, например, «Санбёрст» ('Sunburst'), «Санглоу» ('Sunglow'), «Санрайс Йеллоу» ('Sunrise Yellow'), чаще используют в массовых посадках для декорирования больших площадей — на городских клумбах, обочинах путепроводов и т. п. Другая группа, более популярная в частном цветоводстве, объединяет компактные кустовидные сорта, в высоту и в диаметре достигающие 25-30 см и более разнообразные по окраске. Сюда входят «Ацтек» ('Aztec'), «Бургунди» ('Burgundy'), «Коппер Кинг» ('Copper King'), «Фиеста Ред» ('Fiesta Red'), «Мунглоу» ('Moonglow') и другие.

## Классификация

### Историческая систематика
Род газания был впервые выделен в качестве самостоятельного немецким ботаником Йозефом Гертнером во втором томе его монументальной работы De Fructibus et Seminibus Plantarum в 1791 году.
В составе семейства Астровые газания включена в трибу Арктотисовые (лат. Arctotideae), подтрибу Гортериевые (лат. Gorteriinae), где наиболее близка к родам гортерия и хирпициум. Указанная классификация, предложенная в 1873 году английскими ботаниками Дж. Бентамом и Дж. Гукером в работе Genera plantarum…, была подтверждена современными филогенетическими исследованиями 2007 года.
В 1959 году доктор Хельмут Рёсслер, куратор Ботанической государственной коллекции Мюнхена (нем. Botanische Staatssammlung München), выпустил предварительную таксономическую ревизию рода газания, куда на тот момент было включено 16 видов и 10 подвидов.. Дополнения к работе были опубликованы в 1973 году.
В 2009 году была опубликована филогения рода, основанная на молекулярном филогенетическом анализе хлоропластов и ядерной ДНК видов, выделенных Рёсслером, за исключением газании парусной (Gazania othonnites). В результате исследования было установлено, что 8 видов являются не самостоятельными, но образуют комплекс видов (G. krebsiana, G. linearis, G. maritima, G. pectinata, G. rigens, G. rigida, G. schenckii, G. leiopoda), остальные 7 признаны монофилетическими. Несмотря на научно обоснованные данные, эти изменения в современную классификацию видов по состоянию на конец 2019 года не включены.

### Таксономия
|  |                                |  |                                                  |                                                  |                    |  | еще 10 семейств в порядке Астроцветные (APG IV, 2016) |                                                    |                                                    |                                    |
|  |                                |  |                                                  |                                                  |                    |  |                                                       |                                                    |                                                    | 18 видов 3 подвида 2 разновидности |
|  |                                |  |                                                  | порядок Астроцветные                             |                    |  |                                                       |                                                    | род Газания                                        |                                    |
|  |                                |  |                                                  | порядок Астроцветные                             |                    |  |                                                       |                                                    | род Газания                                        |                                    |
|  | отдел Цветковые (APG IV, 2016) |  |                                                  |                                                  | семейство Астровые |  |                                                       |                                                    |                                                    |                                    |
|  | отдел Цветковые (APG IV, 2016) |  |                                                  |                                                  |                    |  |                                                       |                                                    |                                                    |                                    |
|  |                                |  | ещё 63 порядка цветковых растений (APG IV, 2016) | ещё 63 порядка цветковых растений (APG IV, 2016) |                    |  |                                                       | еще 1910 родов в семействе Астровые (APG IV, 2016) | еще 1910 родов в семействе Астровые (APG IV, 2016) |                                    |
|  |                                |  |                                                  | ещё 63 порядка цветковых растений (APG IV, 2016) |                    |  |                                                       |                                                    | еще 1910 родов в семействе Астровые (APG IV, 2016) |                                    |

### Виды[9][10]
По информации базы данных The Plant List, в род включается 18 видов (фактически указано 19 видов, но 2 из них являются синонимами с ошибкой в написании — Gazania schenckii и Gazania schenkii), 3 подвида и две разновидности.
- Gazania caespitosa  Bolus
- Gazania ciliaris[англ.]  DC.
- Gazania heterochaeta[англ.] DC.
- Gazania jurineifolia  DC.
- Gazania krebsiana[англ.] Less.
- Gazania lichtensteinii[англ.] Less..
- Gazania leiopoda  (DC.) Roessler
- Gazania linearis[англ.] (Thunb.) Druce
- Gazania maritima[англ.]  Levyns
- Gazania othonnites  (Thunb.) Less.
- Gazania pectinata[англ.]  (Thunb.) Hartw.
- Gazania pinnata DC.
- Gazania rigens (L.) Gaertn.typus
- Gazania rigida[англ.]  (Burm.f.) Roessler
- Gazania schenckii  O.Hoffm.
- Gazania serrata[англ.]  DC.
- Gazania tenuifolia  Less.
- Gazania thermalis[англ.]  Dinter

## Галерея

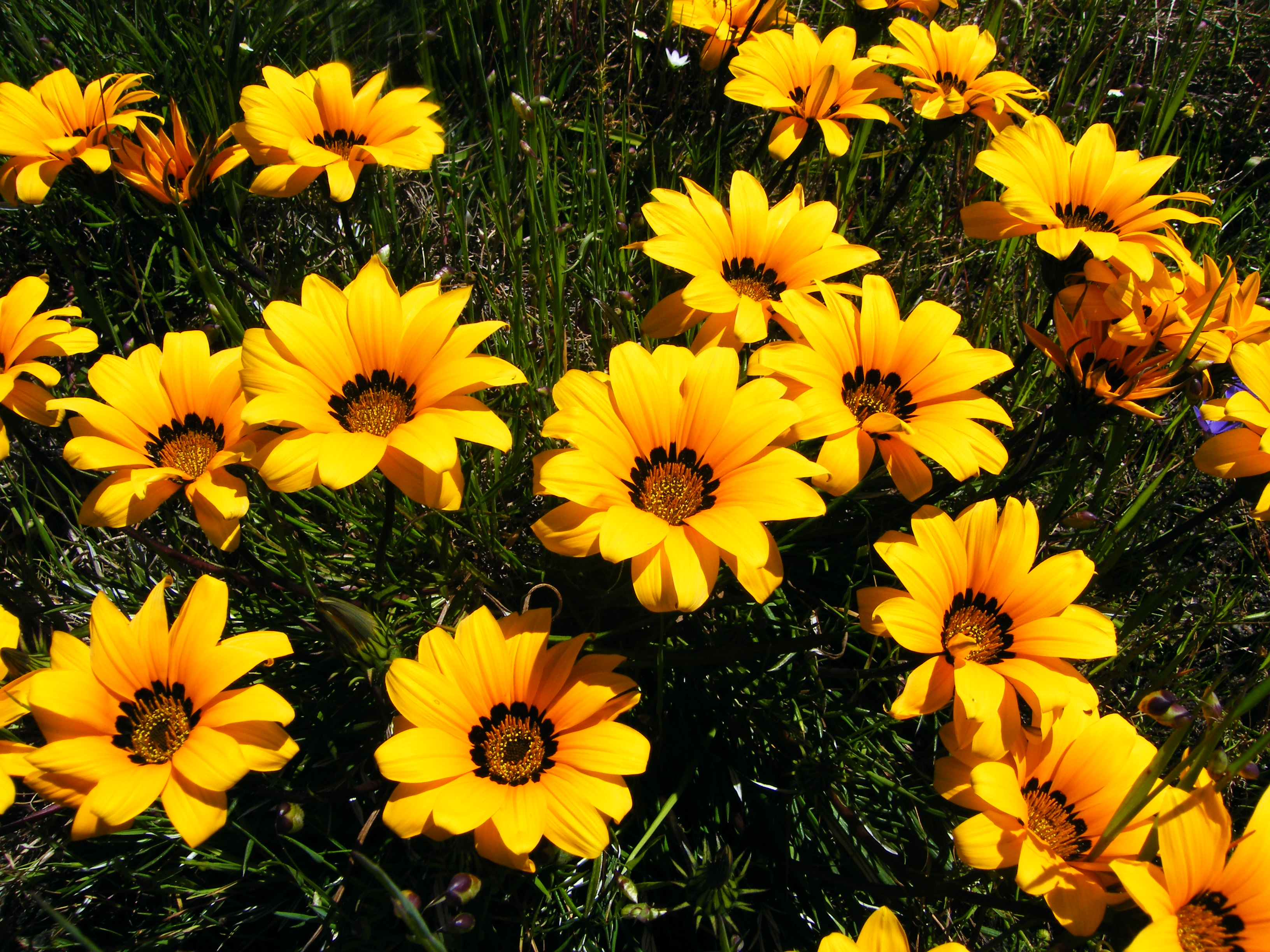
Gazania pectinata
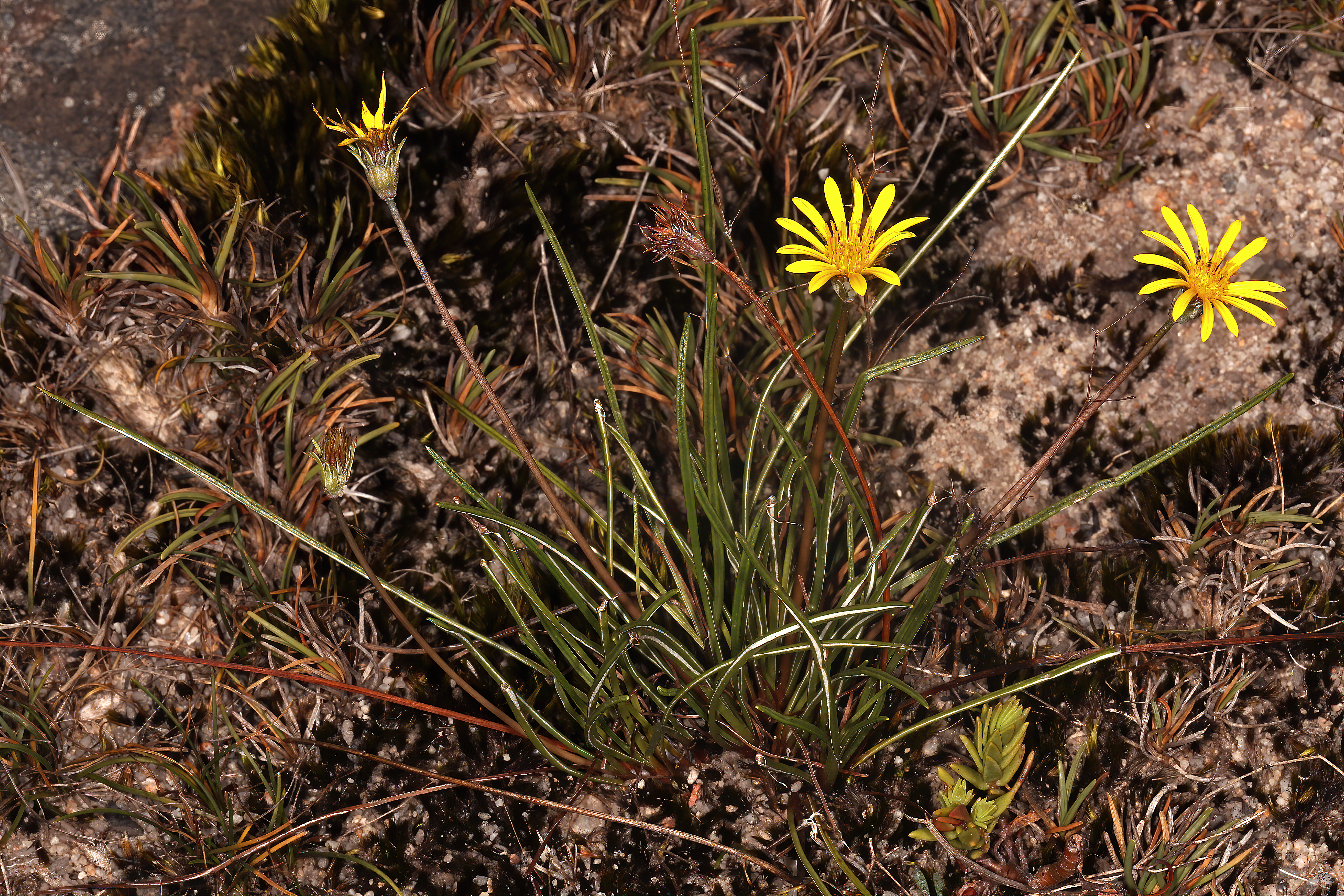
Gazania linearis
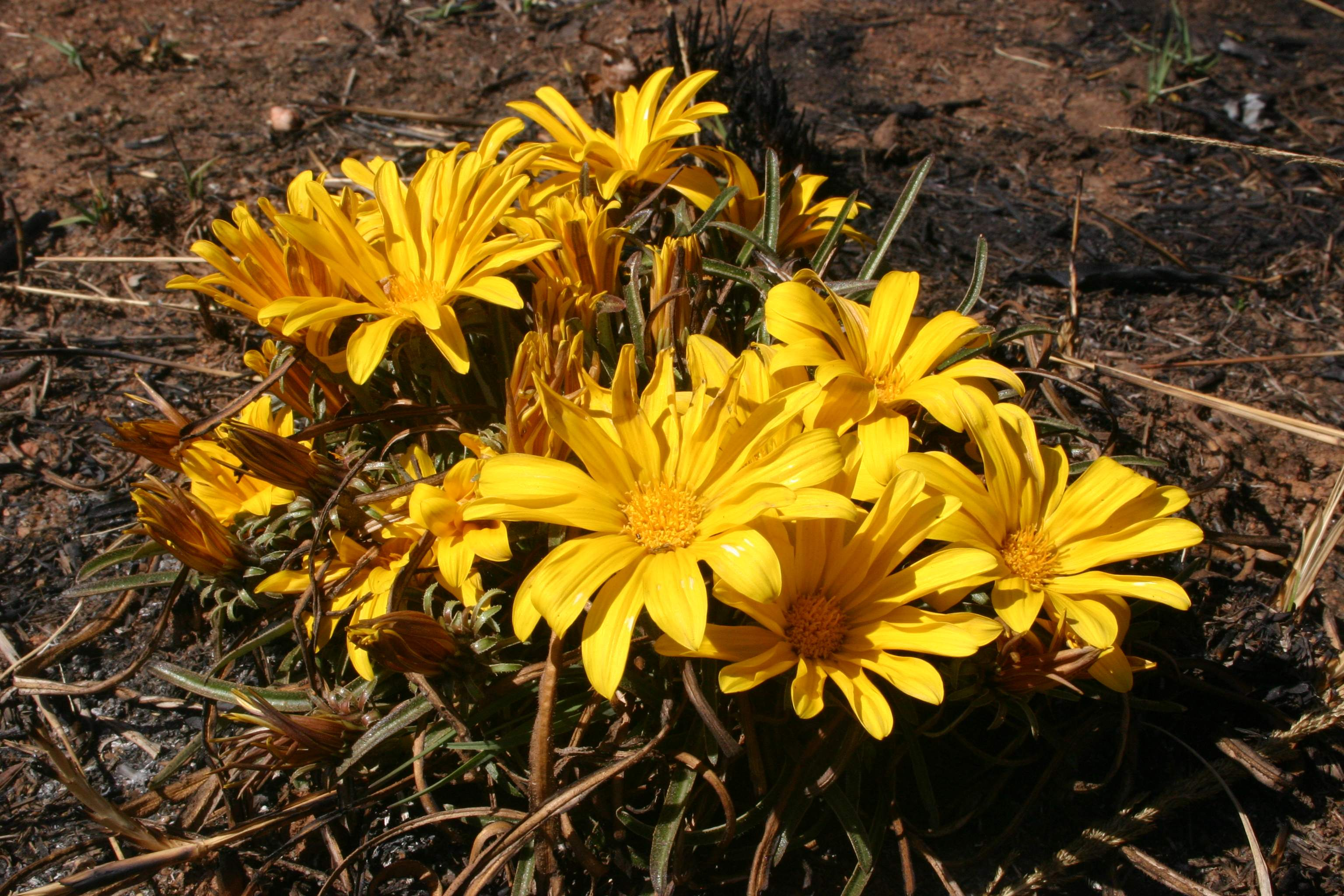
Gazania krebsiana
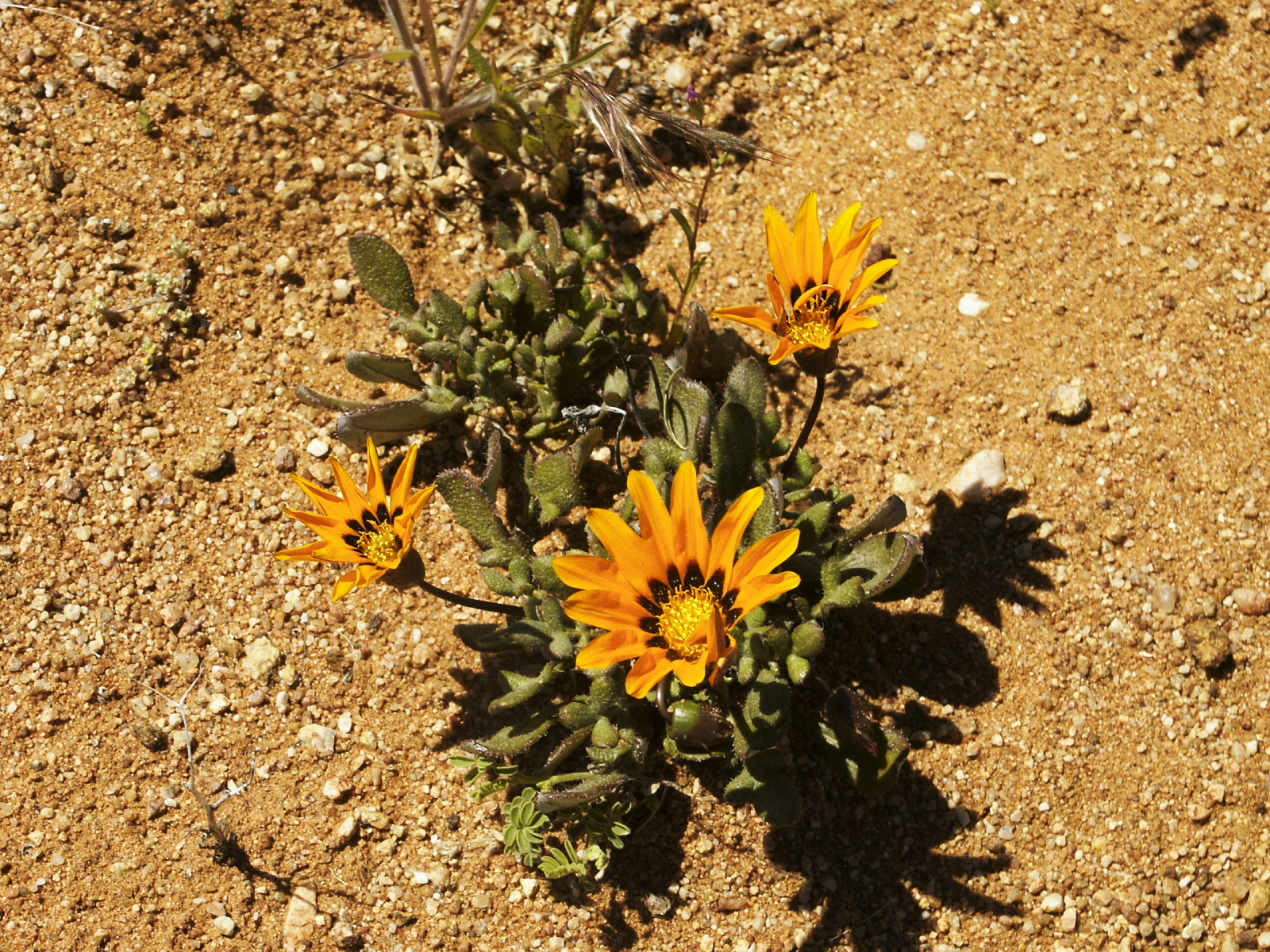
Gazania heterochaeta